# Mukwonago
Mukwonago és una població dels Estats Units a l'estat de Wisconsin. Segons el cens del 2000 tenia 6.162 habitants.

## Demografia
Segons el cens del 2000, Mukwonago tenia 6.162 habitants, 2.392 habitatges, i 1.705 famílies. La densitat de població era de 507,3 habitants per km².
Dels 2.392 habitatges en un 35,5% hi vivien nens de menys de 18 anys, en un 57% hi vivien parelles casades, en un 9,9% dones solteres, i en un 28,7% no eren unitats familiars. En el 22,7% dels habitatges hi vivien persones soles el 8,4% de les quals corresponia a persones de 65 anys o més que vivien soles. El nombre mitjà de persones vivint en cada habitatge era de 2,54 i el nombre mitjà de persones que vivien en cada família era de 3.
Per edats la població es repartia de la següent manera: un 25,5% tenia menys de 18 anys, un 9,9% entre 18 i 24, un 32,1% entre 25 i 44, un 21,6% de 45 a 60 i un 10,9% 65 anys o més.
L'edat mediana era de 34 anys. Per cada 100 dones de 18 o més anys hi havia 92,4 homes.
La renda mediana per habitatge era de 56.250 $ i la renda mediana per família de 64.354 $. Els homes tenien una renda mediana de 45.824 $ mentre que les dones 28.333 $. La renda per capita de la població era de 23.993 $. Aproximadament el 2,6% de les famílies i el 3,1% de la població estaven per davall del llindar de pobresa.

## Poblacions properes
El següent diagrama mostra les poblacions més properes.